# Zuzanna Czyżnielewska
Zuzanna Czyżnielewska est une joueuse de volley-ball polonaise née le 24 avril 1992 à Bydgoszcz. Elle mesure 1,86 m et joue au poste d'attaquante. Elle totalise 22 sélections en équipe de Pologne.

## Clubs
| Club                             | De        | À         |
| -------------------------------- | --------- | --------- |
| Pałac Bydgoszcz                  |           | 2007-2008 |
| SMS PZPS Sosnowiec               | 2008-2009 | 2010-2011 |
| Pałac Bydgoszcz                  | 2011-2012 | 2015-2016 |
| AZS KSZO Ostrowiec Świętokrzyski | 2016-2017 | 2016-2017 |
| Budowlani Łódź                   | 2017-2018 | 2017-2018 |
| Pałac Bydgoszcz                  | jan 2018  | …         |

## Palmarès
- Coupe de Pologne
  - Vainqueur : 2018.
- Supercoupe de Pologne
  - Vainqueur : 2017.